# Farní sbor Českobratrské církve evangelické v Opatově
Farní sbor Českobratrské církve evangelické v Opatově je sborem Českobratrské církve evangelické v Opatově. Sbor spadá pod Horácký seniorát. V Opatově se nachází evangelický kostel.
Farářkou sboru je Pavla Jandečková a kurátorem Libor Zajíček.

## Historie sboru
Evangelický sbor se školou byl po svém vzniku součástí tehdejšího sboru ve Vyskytné. Po vydání tolerančního patentu v roce 1781 se více než polovina obyvatel přihlásila k evangelické víře. Sídlo prvního farního sboru bylo v Moravči, opatovští evangelíci byli součástí filiálního sboru ve Strměchách. V roce 1857 podali evangelíci z Opatova, Jankova, Dušejova, Zbilid, Dudína, Ústí, Nového Rychnova, Vyskytné, Hojkova a Milíčova žádost o zřízení samostatného sboru se sídlem v Opatově. Začátkem roku 1862 byla sepsána Základní listina, ve které se evangeličtí občané uvedených obcí zavázali vydržovat faráře, zřídit faru a postavit kostel. K vyhlášení samostatnosti sboru došlo v roce 1863.
V roce 1858 byla zakoupena zemědělská usedlost č. p. 10, která byla upravena na faru. V letech 1864–1868 byl postaven uprostřed návsi kostel v pseudorománském slohu, obdélníkový s poligonálně uzavřeným presbytářem a věží v západním průčelí. Roku 1870 byl na pozemku za farou zřízen hřbitov. 7. září 1879 poškodil značnou část obce požár, postiženo bylo 28 usedlostí a také kostel, fara a škola. Všechny sborové budovy se podařilo v krátkém čase opravit. K evangelickému vyznání se ještě při sčítání lidu v roce 1931 hlásilo 215 z celkového počtu 401 obyvatel. Při posledním sčítání v roce 2001 už to bylo pouze 41 obyvatel z 202. 
Náboženství se vyučovalo v evangelické škole ve Strměchách až do roku 1832, kdy bylo zahájeno vyučování na soukromé evangelické škole. Tu postavili a učitele zde vydržovali evangelíci z širokého okolí - Opatova, Jankova, Dušejova, Dudína, Milíčova a Hojkova. Vedle dětí z těchto obcí sem postupem času začaly docházet také děti evangelíků z Vyskytné a ze Zbilid. Katolické děti z Opatova chodily do vyskytenské školy až do roku 1916. Tehdy byla soukromá evangelická škola zrušena a zřízena z ní veřejná jednotřídní škola. 
Za Opatovem se nachází tzv. Farský kázek, jenž je oblíbeným výletním místem.

## Faráři sboru
- 1. 8. 1869 - 30. 11. 1912: Vincenc/Čeněk Šimek (farář)
- 18. 10. 1915 - 31. 7. 1922: Josef Potoček (farář)
- 1930 - 1932: Josef Štulc (diakon)
- 1. 9. 1932 - 2. 9. 1934: Miloš Šourek ThB. (vikář)
- 3. 9. 1934 - 31. 7. 1936: Miloš Šourek ThB. (farář)
- 16. 2. 1937 - 30. 6. 1938: Bohuslav Pospíšil (farář)
- 16. 11. 1938 - 30. 11. 1943: Rudolf Šimsa (farář)
- 1. 12. 1943 - 30. 9. 1947: Jiří Ruml (vikář)
- 1. 10. 1947 - 14. 9. 1971: Jiří Ruml (farář)
- 1. 10. 1972 - 14. 2. 1981: Jana Kašparová (vikářka)
- 1. 7. 1987 - 30. 9. 1991: Vladimír Doule (farář)
- 1. 3. 1992 - 1. 12. 1995: Jaroslava Soušková (farářka)
- 1. 9. 2017 - 31. 8. 2022: Filip Boháč (farář)[pozn. 1]
- 1. 9. 2022 - dosud: Pavla Jandečková (farářka)